# Stonychophora fulva
Stonychophora fulva är en insektsart som först beskrevs av Brunner von Wattenwyl 1888.  Stonychophora fulva ingår i släktet Stonychophora och familjen grottvårtbitare.

## Underarter
Arten delas in i följande underarter:
- S. f. fulva
- S. f. montana